# Casa de Loyola
La casa de Loyola es uno de los más ilustres y antiguos linajes de la provincia española de Guipúzcoa, reputada de ser parientes mayores en época anterior a las veinticuatro casas calificadas por el monarca Carlos I de España.
Familia antiquísima de parientes mayores del bando de Oñaz que habitó en Loyola (Azpeitia), tenían su casa solar y Palacio en dicha villa. Era casa de Parientes Mayores y del bando oñacino, y casa solar muy conocida y de la primera estimación y antigüedad de la provincia de Guipúzcoa.
Por la línea genealógica es descendiente directo de la casa de Balda, la casa de Butrón, la casa de Haro, la casa de Borgoña y por esta línea familiar de los monarcas de los reinos de Asturias, Castilla, León, Aragón, Navarra, Portugal, la dinastía de los Capetos de Francia, la dinastía Hohenstaufen de Alemania, la casa de Plantagenet de Inglaterra, el Reino de Escocia, la casa de Normandía y la casa de Uppsala.

## Genealogía de la casa de Loyola[1]

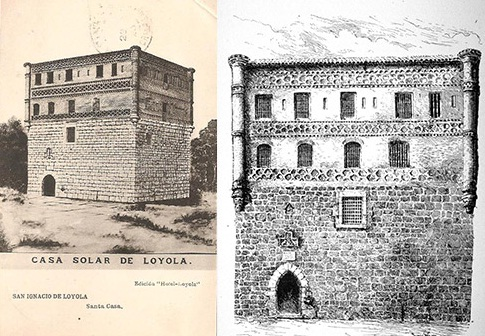
Casa Torre de los Oñaz y Loyola

- Lope de Oñaz, vivió en tiempos del rey Alfonso VIII de Castilla cerca del año 1180 y es el más antiguo señor de esta casa.

- García López de Oñaz, hijo de Lope de Oñaz. Vivió cerca del año 1221.

- Lope García de Oñaz, I señor de la casa de Loyola por el matrimonio con Inés de Loyola, primera señora conocida del solar de Loyola cerca del año 1261

- Inés de Loyola, II señora de la casa de Loyola y señora de Oñaz, contrajo matrimonio con Juan Martínez de Oñaz, el mismo que firmó la escritura de 6 de mayo de 1319 sobre los molinos de la casa de Emparan y acaudilló en las guerras de bandos a las huestes oñacinas en el asalto y quema de la casa de Balda, en que murieron Juan Martínez de Balda, II señor de la casa de Balda y su hijo Pedro Ibáñez. Su intervención como jefe en este hecho consta explícitamente en la carta de perdón otorgada por el justicia en nombre del rey en Guipúzcoa, Juan Sánchez de Salgado, a favor del Concejo de Azcoitia, con fecha 13 de febrero de 1319. Nacieron de este matrimonio Juan Pérez de Loyola, que sigue esta línea, Gil López de Oñaz, que casó con la señora de Larrea en Villabona, y otros cinco hermanos que, al servicio del rey Alfonso XI de Castilla, pelearon en la batalla de Beotíbar contra navarros y franceses. Uno de estos hermanos fundó Loyola-Echea en la villa de Plasencia.

- Juan Pérez de Loyola, III señor de la casa de Loyola y señor de Oñaz. Contrajo matrimonio con María Pérez de Loyola, tuvo por hijos a Beltrán Yáñez, sucesor de esta línea y a Juan Martínez de Loyola.

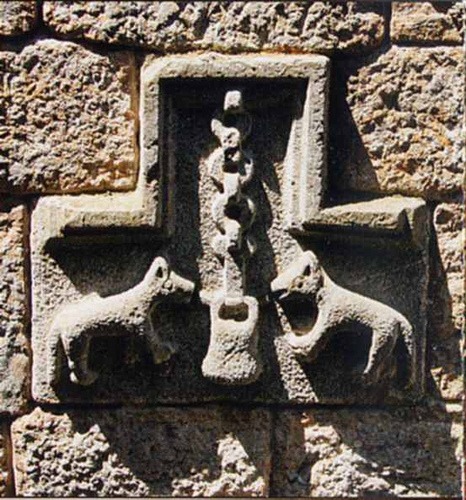
Escudo primitivo casa de Loyola.

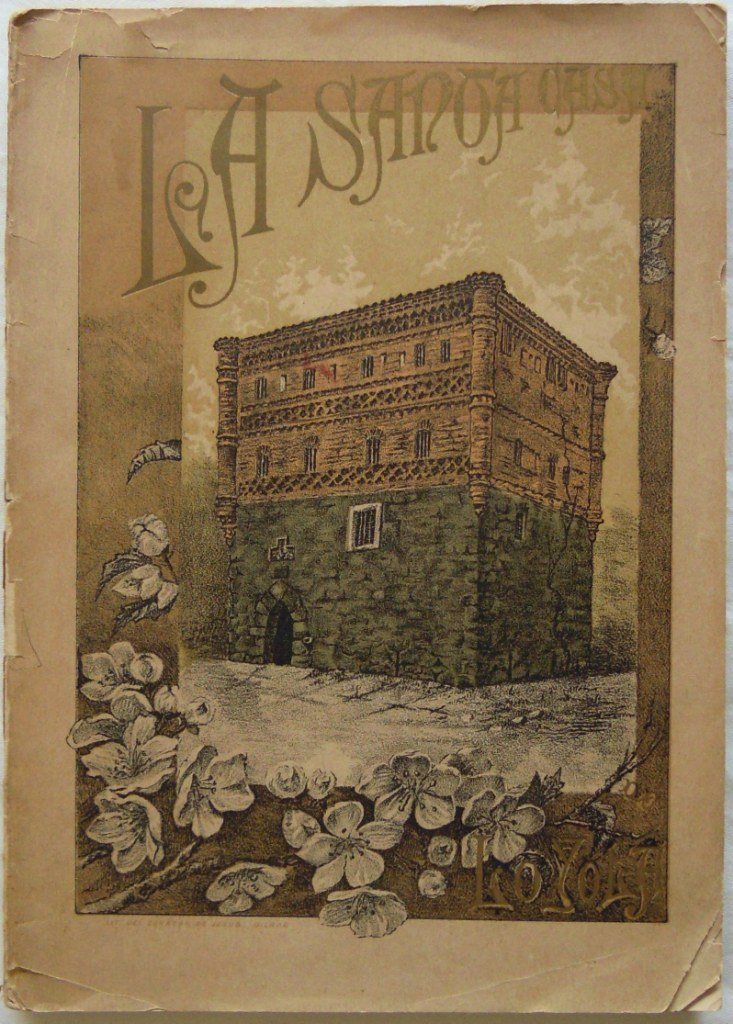
La Santa Casa de Loyola, 1891, portada e dibujos interiores por Mariano Pedrero

- Beltrán Yáñez de Loyola, IV señor de la casa de Loyola y señor de Oñaz. En el año 1394 el rey Enrique III de Castilla le cedió el patronato de la iglesia de San Sebastián de Soreasu de la villa de Azpeitia, que había pertenecido a los caballeros templarios hasta que en 1308 pasó a manos del rey Fernando IV de Castilla; éste dio el patronato de la iglesia al concejo de Azpeitia, y en el año 1394 el rey Enrique III de Castilla lo cedió a la casa de Loyola con todos sus derechos. Construyó la Casa-Torre de Loyola, que por orden del rey Enrique IV de Castilla confirmada en Vitoria el 30 de marzo de 1457 fue derribada pero solo en su mitad al igual que todos los castillos señoriales de la provincia, conservándose la parte inferior de la edificación, dando fin a las guerras de bandos tras más de dos siglos de luchas. Por sus servicios logró el patronato de la iglesia San Sebastián de Soreasu de la villa de Azpeitia, para sí y sus sucesores en 1397. Contrajo matrimonio con Ochanda Martínez de Lete. Otorgó testamento en 1405 dejando a su esposa Ochanda, la mitad de la Casa-Torre de Loyola, nuevamente edificada en una con la casa de Lagareña e instituyó como heredero a su hijo Juan Pérez de Loyola de los demás bienes: la Casa-Torre de Loyola con todas sus tierras, la casa de Oñaz, la iglesia San Sebastián de Soreasu y el derecho de patronato, las ferrerías de Barrenola y Aranáz y la mitad de la deuda que le debía el señor de la casa de Emparan y demás parientes.

- Juan Pérez de Loyola, V señor de la casa de Loyola y señor de Oñaz.  Siendo aún muy joven de edad partió a la guerra y falleciendo en combate sin dejar descendencia, sucediéndole su hermana Sancha Yáñez de Loyola.

- Sancha Yáñez de Loyola, VI señora de la casa de Loyola. Contrajo matrimonio en 1413 con Lope García de Lazcano. Fueron padres de: Juan Pérez de Loyola, que sigue esta línea; Ochanda casada con Juan de Oyanguren; María Urtayzaga casada con Martín García de Anchieta; Inés casada con Juan Ochoa de Emparan;  Marina casada con Juan Pérez de Vicuña; María casada con Iñigo Ibáñez de Aurgasti; Teresa y Beltrán.

- Juan Pérez de Loyola, VII señor de la casa de Loyola. Contrajo matrimonio en 1438 con Sancha Pérez de Irarraga (o Iraeta). Fueron sus hijos: Beltrán Yáñez de Loyola, sucesor de esta línea; María López casada con Juan Pérez de Ozaeta, y Catalina casada con Juan Martínez de Emparan, III señor de la casa de Emparan. En 1456 Juan Pérez de Loyola suscribió el famoso desafío de los Parientes Mayores a las villas de Guipúzcoa, sufriendo el consiguiente destierro a que les condenó el rey Enrique IV de Castilla por cuatro años para la villa de Ximena.

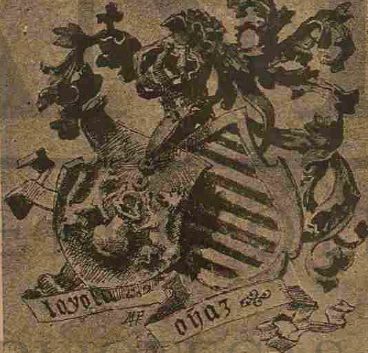
Escudo de Armas de la casa de Loyola y Oñaz.

- Beltrán Yáñez de Oñaz y  Loyola, VIII señor de la casa de Loyola, contrajo matrimonio con Marina Sáez de Licona y Balda, hija de Martín García de Licona, consejero del rey Enrique IV de Castilla y María Sáez de Lastur y Balda, IX señora de la casa de Balda de la villa de Azcoitia. De este matrimonio nacieron: 
  - Juan Pérez que peleó en las guerras de Nápoles y perdió en ellas la vida;
  - Martín García, que sigue esta línea;
  - Beltrán que también falleció en las guerras de Nápoles;
  - Ochoa que murió en Azpeitia;
  - Hernando que pasó a la conquista de las Indias Occidentales y murió en tierra firme;
  - Pedro López clérigo y rector de la iglesia parroquial de San Sebastián de Soreasu en Azpeitia;
  - Iñigo, capitán castellano que participó en la defensa de Pamplona de 1521 y, tras ello, conocido como San Ignacio de Loyola fundador de la Compañía de Jesús cuyos miembros son conocidos como jesuitas;
  - Magdalena casada con Juan López de Gallaiztegui y Ozaeta;
  - Marina casada con Esteban de Aquerza, tronco de los Irarragas e Idiáquez de Azcoitia;
  - Catalina casada con Juan Martínez de Lasao;
  - Petronila casada con Pedro Ochoa de Arriola, vecino de Elgoibar padres de Marina Sainz de Arriola que asistió a su santo tío en el hospital de la Magdalena en Azpeitia y María.

Con esta descendencia falleció Beltrán Yáñez de Oñaz y  Loyola el 23 de octubre de 1507.

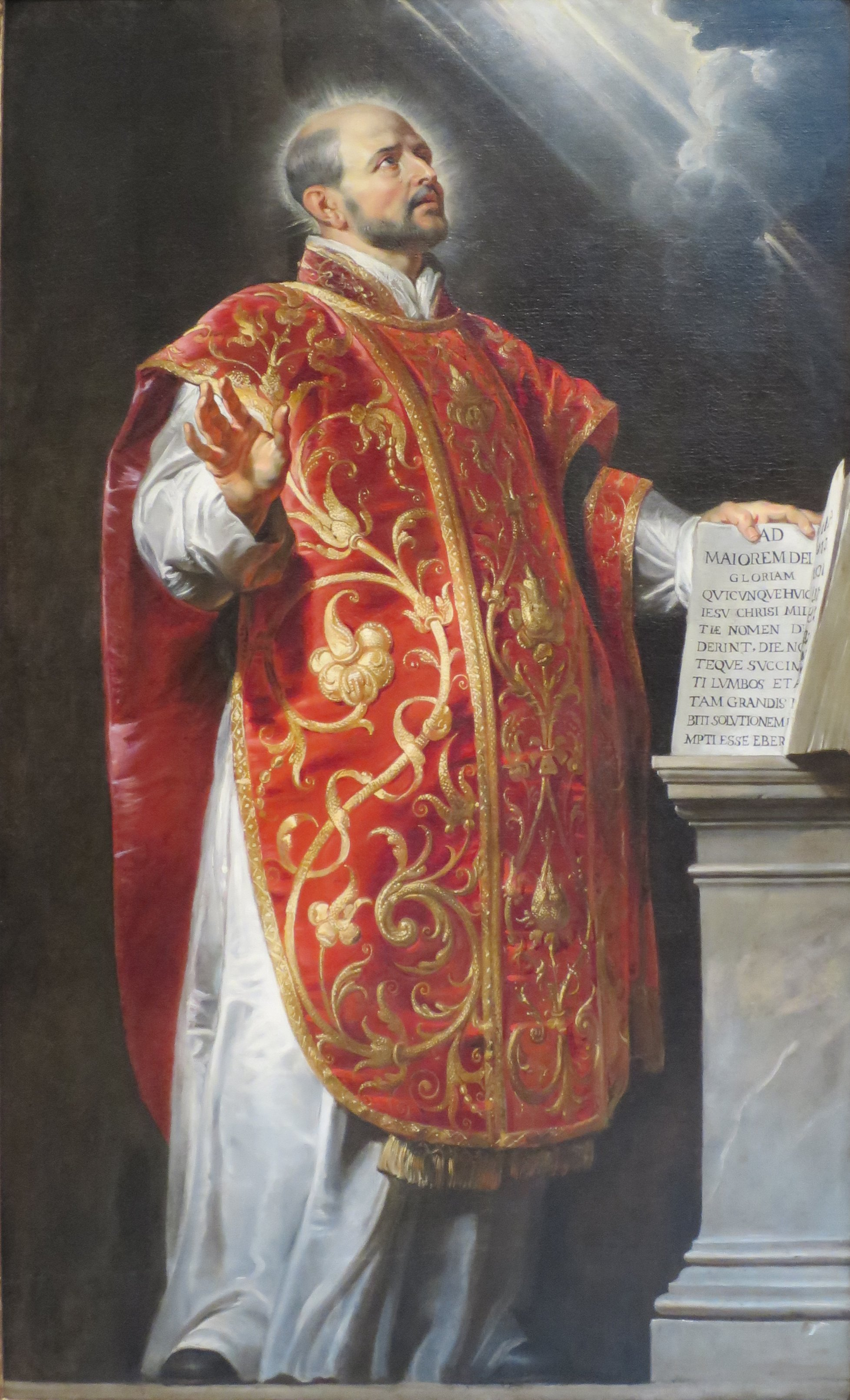
San Ignacio de Loyola (1620-1622) por Pedro Pablo Rubens, Museo Norton Simon de Pasadena.
El pintor representó al santo con un libro
en el que se lee el lema jesuita
Ad maiorem Dei gloriam.

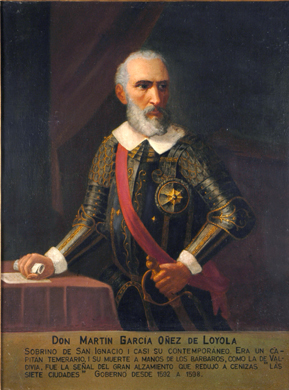
Martín García Óñez de Loyola, Gobernador de Chile.

- Martín García de Oñaz y Loyola, IX señor de la casa de Loyola, contrajo matrimonio con Magdalena de Araoz, dama de la reina Isabel I de Castilla. Fue fundador del mayorazgo de Oñaz y Loyola en 1536. Militó en diferentes guerras contra los franceses. Fueron sus hijos: Beltrán Ibáñez que sigue esta línea; Juan López; Millán García que ingresó en 1551 en la Compañía de Jesús; Magdalena casada con Juan López de Amézqueta, señor de esta casa y las de Alzaga y Yarza; María Vélez casada con Juan Martínez de Olano en Azcoitia, padres de Catalina que casó con Domingo Pérez de Idiáquez, secretario del Consejo de Órdenes; Magdalena casada con  el contador Juan Martínez de Olozaga; Pedro García; Catalina; Usoa; Marina Sáenz de quienes solo se conocen los nombres por el testamento de su padre Martín García de Oñaz y Loyola, y Martín García casado con María Nicolás de Oyanguren, cuyo hijo fue Martín García Óñez de Loyola, caballero de la orden de Calatrava, gobernador y capitán general de Chile, que participó en  gran parte en la conquista del Perú.

Martín García Óñez de Loyola contrajo matrimonio con la princesa inca Beatriz Clara Coya, hija del rey inca Sayri Túpac y la princesa inca Cusi Huarcay.

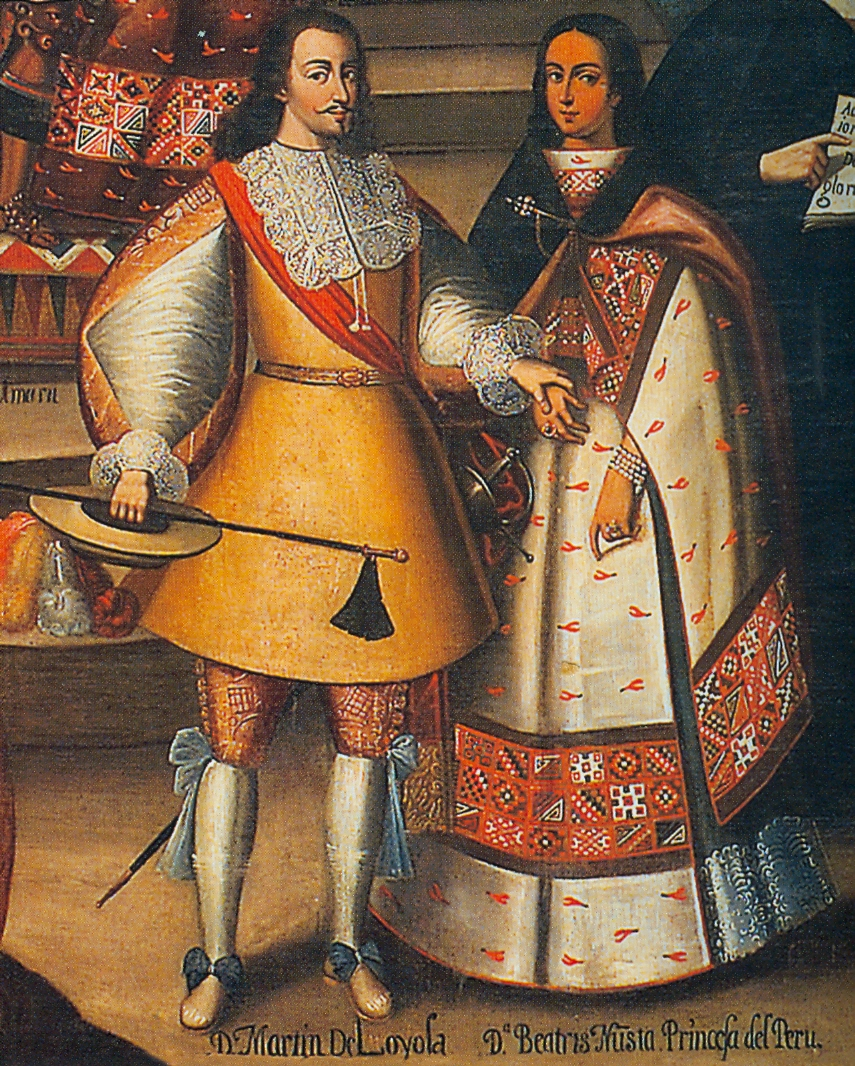
Retrato de Beatriz Clara Coya y su esposo Martín García Óñez de Loyola. Detalle de un cuadro existente en la Iglesia de la Compañía (Cuzco)

De este matrimonio nació Ana María de Loyola Coya, a quien el rey Felipe III de España concediera el  título de marquesa de Santiago de Oropesa. Ana María de Loyola Coya contrajo matrimonio con Juan Enríquez de Borja, hijo de Elvira Enríquez de Almansa, marquesa de Alcañices, y de Álvaro de Borja y Castro, hijo de San Francisco de Borja.

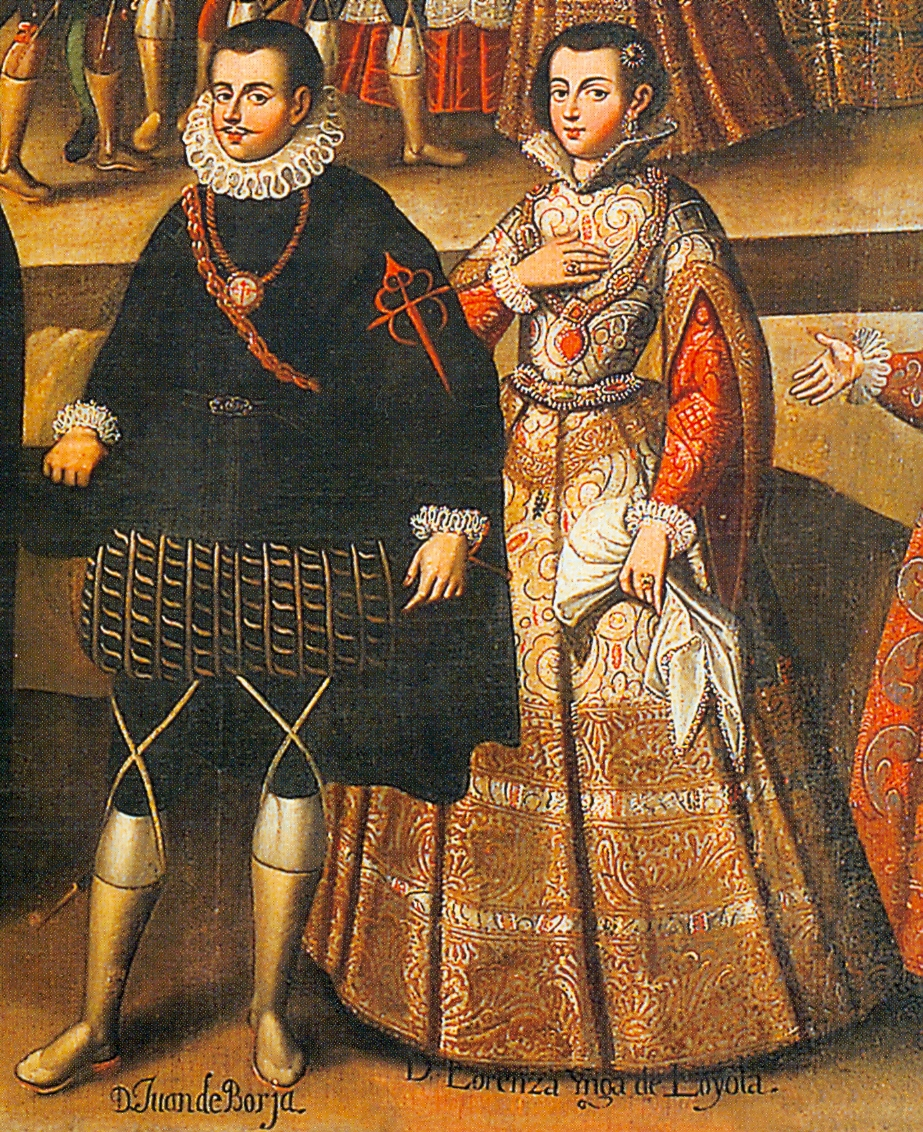
Retrato de Ana María de Loyola Coya y su esposo Juan Enríquez de Borja. Detalle de un cuadro existente en la Iglesia de la Compañía (Cuzco).

- Beltrán Ibáñez de Oñaz y Loyola, X señor de la casa de Loyola. Contrajo matrimonio en 1538 con Juana de Recalde. No tuvo sucesión masculina, extinguiéndose así en él la varonía de Loyola. Fueron sus hijas: Lorenza de Oñaz y Loyola, sucesora; Magdalena de Oñaz y Loyola casada con el comendador Pedro de Zuazola, caballero de la orden de Santiago, patrón de Santa María la Real de Azcoitia y señor de la casa de Floreaga. Tuvieron por hijo y sucesor a Matías casado con Ana de Izaguirre y a Pedro de Zuazola y Oñaz Loyola que sucedió en la casa de Loyola al extinguirse la descendencia de Lorenza de Oñaz y Loyola.

- Lorenza de Oñaz y Loyola, XI señora de la casa de Loyola. Contrajo matrimonio en 1552 con Juan de Borja y Castro, hijo de San Francisco de Borja. Fueron sus hijas: Leonor, sucesora, casada con el conde de Oliva Pedro de Centellas y Borja, no dejaron descendencia y Magdalena, casada con Juan Pérez de Vivero, conde de Fuensaldaña, heredó a su hermana Leonor y al igual que ella no dejó descendencia falleciendo en 1626.

- Pedro de Zuazola Oñaz y Loyola, XII señor de la casa de Loyola. Fue hijo de Matías de Zuazola y Ana de Izaguirre, sucedió al mayorazgo de la casa de Loyola a la muerte de Magdalena, condesa de Fuensaldaña quien no dejó descendencia. Contrajo matrimonio con María de Eguiguren y tuvo por hijo y sucesor a Matías Ignacio de Zuazola Floreaga Oñaz y Loyola, caballero de la orden de Calatrava. Este contrajo matrimonio en 1650 con Ana de Lasalde y murió en 1676, dejando por hijo único a José Ignacio de Zuazola Oñaz y Loyola, caballero de la orden de Santiago, que murió en 1677 sin dejar hijos quedando extinguida la descendencia de Beltrán Ibáñez de Oñaz y Loyola, X señor de la casa de Loyola, el sobrino de San Ignacio de Loyola.

Ana María de Loyola y Coya, I marquesa de Santiago de Oropesa, mencionada anteriormente en esta genealogía, casó con Juan Enríquez de Borja y tuvo por hijo y sucesor a Juan Enríquez de Borja y Almansa, II marqués de Santiago de Oropesa. Este contrajo matrimonio con Juana de Velasco y Guzmán, fueron padres de Teresa Enríquez de Velasco y Loyola, heredera de ambos títulos y esposa legítima de Luis Enríquez de Cabrera y Álvarez de Toledo, VIII duque de Medina de Rioseco la que al extinguirse la descendencia de Beltrán Ibáñez de Oñaz y Loyola en 1677, entró a poseer la casa de Loyola. En 1681 cedió este ilustre solar a la reina Mariana de Austria, para la fundación del suntuoso colegio de la Compañía de Jesús. En memoria de esta cesión, se lee en uno de los muros del edificio la siguiente lápida:

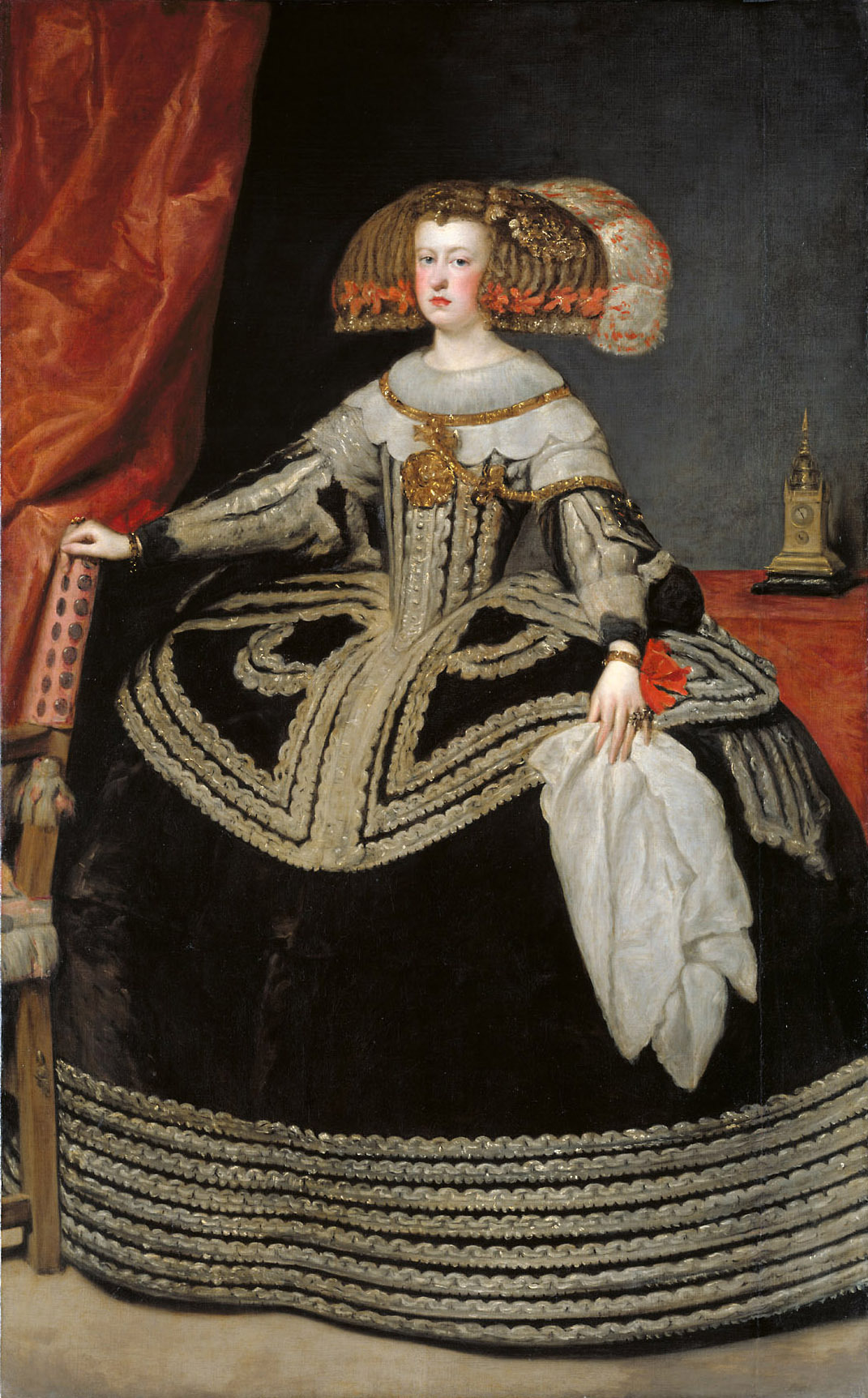
Retrato de Mariana de Austria, por Diego Velázquez (1652). Óleo sobre lienzo, 231 × 131 cm, Kunsthistorisches Museum de Viena.

"Los Excelentísimos Señores D. Luis Enriquez de Cabrera y  D.ª Teresa Enriquez de Velasco, su mujer, marqueses de Alcanizas y Oropesa, dueños poseedores de la venerable casa solar y mayorazgo de Loyola, en que nació el glorioso Patriarca San Ignacio, fundador de la Compañía de Jesús, cedieron libre y espontáneamente la dicha casa a la Serenísima Señora doña María Anna de Austria, Reina madre de Hespaña, para fundar en ella este Colegio Real de la Compañía. Año de 1681."

## Escudo de Armas
Las armas de la casa de Loyola de la villa de Azpeitia, ostenta una caldera suspendida con dos lobos rampantes a ambos lados, en campo de plata. Los lobos, en heráldica, simbolizan arrojo en la guerra. Se suelen aplicar al apellido López. Conviene recordar que San Ignacio firmó en su juventud “Iñigo López de Loyola”. El caldero podría dar a entender las riquezas y la buena situación económica de la familia Loyola. El solar de Loyola, aunque menos antiguo que el de Oñaz, gozaba de “mayores rentas y posesiones”, según el jesuita Antonio Arana, que en el siglo XVII, exploró los archivos de la familia. El rey Juan I de Castilla concedió a Beltrán de Loyola, en 1377, “dos mil maravedíes de juro de heredad”, pues los señores de Loyola “se emplearon todos en el servicio de los reyes de Castilla”
El nombre Loyola viene de los lobos y la olla que aparecen en el escudo de la casa solar del mismo nombre “lupus in olla” (lobos en olla). Sobre la puerta ojival de la Casa-Torre de Loyola, se encuentra la piedra con el escudo la familia Loyola, en la que aparece esculpida una olla suspendida del llar y, a ambos lados de la misma dos lobos “rampantes”, en campo de plata.
Posteriormente, el escudo de la familia Loyola fue partido en dos cuarteles que representan los dos linajes principales, los Oñaz y Loyola que concurren en San Ignacio de Loyola. Hoy en día este escudo es la insignia universal de los exalumnos de los colegios Jesuitas. En este escudo, el primer cuartel es de los Oñaz, por ser el solar más antiguo. Tiene siete bandas diagonales de gules, de izquierda a derecha, sobre campo de oro. Las siete barras simbolizan a “siete hermanos que participaron en 1321 en la batalla Beotibar, en la que unos pocos guipuzcoanos al mando de Gil López de Oñaz Loyola derrotaron a las tropas de los navarros y franceses, capitaneados por Ponce de Morentaina. En recompensa el rey Alfonso XI de Castilla les concedió las siete bandas rojas sobre oro.